# Chuck Schumer
Charles Ellis Schumer (/ˈʃuːmər/; sinh ngày 23 tháng 11 năm 1950) là một chính trị gia Mỹ. Ông là Lãnh đạo Đa số Thượng viện kể từ khi tuyên thệ nhậm chức vào ngày 20 tháng 1 năm 2021. Là một thành viên của Đảng Dân chủ, Schumer là thượng nghị sĩ Hoa Kỳ thâm niên từ New York, chức vụ mà ông nắm giữ từ 1999. Ông hiện là trưởng đoàn đại biểu quốc hội của New York.
Là người gốc Brooklyn và tốt nghiệp Đại học Harvard và Trường Luật Harvard, Schumer là thành viên ba nhiệm kỳ của Quốc hội tiểu bang New York từ năm 1975 đến năm 1980. Schumer phục vụ tại Hạ viện Hoa Kỳ từ năm 1981 đến năm 1999, lần đầu tiên đại diện cho khu bầu cử quốc hội thứ 16 của New York trước khi được giới hạn lại thành khu bầu cử thứ 10 vào năm 1983 và khu bầu cử thứ 9 10 năm sau đó. Năm 1998, Schumer được bầu làm Thượng nghị sĩ Hoa Kỳ sau khi đánh bại đương kim thượng nghị sĩ 3 nhiệm kỳ của đảng Cộng hòa Al D'Amato. Sau đó, ông được bầu lại vào năm 2004 với 71% phiếu bầu, năm 2010 với 66% phiếu bầu và năm 2016 với 70% phiếu bầu.
Schumer là chủ tịch Ủy ban Vận động Thượng viện của đảng Dân chủ từ năm 2005 đến năm 2009, trong thời gian đó, ông đã vận động trợ giúp 14 thành viên đảng Dân chủ thắng củ vào Thượng viện trong các cuộc bầu cử năm 2006 và 2008. Ông là đảng viên Dân chủ xếp thứ ba tại Thượng viện, sau Lãnh đạo thiểu số Thượng viện Harry Reid và Phó Lãnh đạo thiểu số Dick Durbin. Ông từng là Phó Chủ tịch Cuộc họp kín đảng Dân chủ tại Thượng viện từ năm 2007 đến năm 2017  và là chủ tịch Ủy ban Chính sách Dân chủ Thượng viện từ năm 2011 đến năm 2017.  Schumer giành được nhiệm kỳ thứ tư tại Thượng viện vào năm 2016 và sau đó được nhất trí bầu làm lãnh đạo đảng Dân chủ để kế nhiệm Harry Reid, người đã nghỉ hưu.
Vào tháng 1 năm 2021, Schumer trở thành Lãnh đạo Đa số Thượng viện, trở thành lãnh đạo Do Thái đầu tiên của một trong hai viện của Quốc hội.

## Gia đình và cuộc sống đầu đời
Schumer sinh ra ở Midwood, Brooklyn, là con trai của Selma (nhũ danh Rosen) và Abraham Schumer. Cha ông điều hành một doanh nghiệp kinh doanh hàng hóa và mẹ ông là một người nội trợ. Ông và gia đình là người Do Thái, và ông là anh em họ thứ hai của nữ diễn viên Amy Schumer. Tổ tiên của ông có nguồn gốc từ thị trấn Chortkiv, Galicia, ở miền tây Ukraine ngày nay

## Quốc hội New York
Năm 1974, Schumer ra tranh cử và được bầu vào Quốc hội Tiểu bang New York, lấp đầy vào vị trí do cố vấn của Schumer, Hạ nghị sĩ Stephen Solarz nắm giữ trước đó. Schumer đã phục vụ ba nhiệm kỳ, từ 1975 đến 1981, tại vị trong nhiệm kì 181, 182 và 183 của Quốc hội Tiểu bang New York. Ông  chưa bao giờ thua một cuộc bầu cử.
Năm 1980, Dân biểu quận 16 New York Elizabeth Holtzman đã giành được đề cử của đảng Dân chủ cho ghế Thượng viện của đương nhiệm Cộng hòa Jacob Javits. Schumer tranh cử ghế Hạ viện trống của Holtzman và giành chiến thắng.

## Thượng viện Hoa Kỳ
Năm 1998, Schumer tranh cử vào Thượng viện. Ông đã giành chiến thắng trong cuộc bầu cử sơ bộ tại Thượng viện Dân chủ với 51% số phiếu, các đối thủ còn lại của ông: Geraldine Ferraro (21%) và Mark Green (19%). Ông nhận được 54% phiếu bầu trong cuộc tổng tuyển cử, đánh bại đương kim Cộng hòa ba nhiệm kỳ Al D'Amato (44%).
Schumer đã luôn đến thăm 62 quận của New York hàng năm khi ông phục vụ tại Thượng viện, và là Thượng nghị sĩ duy nhất từ New York làm như vậy.
Vào tháng 11 năm 2001, Schumer công bố các phiên điều trần về quyết định của Tổng thống George W. Bush xét xử những kẻ khủng bố tại tòa án quân sự trong bối cảnh Washington lo ngại rằng Bush sẽ bỏ qua hệ thống pháp luật của Mỹ liên quan đến việc xử lý các vụ việc như vậy. Schumer cho biết hai mục tiêu của các phiên điều trần là để xác định xem Bush có đủ quyền lực để thành lập một tòa án ngoài nỗ lực tương tác với Quốc hội hay không và liệu tòa án quân sự có phải là công cụ hiệu quả nhất để đảm bảo một phiên tòa không chỉ bảo vệ an ninh quốc gia hay không.
Vào tháng 3 năm 2002, khi Thượng viện nghiên cứu một thỏa hiệp để cứu vãn một số dự luật cải cách bầu cử bị đình trệ do đảng Cộng hòa tin rằng nó không đủ sức chiến đấu chống lại hành vi gian lận cử tri, Schumer và Ron Wyden đã dẫn đầu một nỗ lực thành công trong việc bảo vệ một sửa đổi cho phép cử tri được xác minh chỉ với một chữ ký.
Vào tháng 4 năm 2002, trong một bài phát biểu tại Thượng viện, Schumer gọi chính sách Trung Đông của chính quyền Bush là "lộn xộn, bối rối và không nhất quán" và nói rằng cuộc họp dự kiến giữa Ngoại trưởng Colin Powell và Yasser Arafat sẽ đi ngược lại quan điểm đã tuyên bố của tổng thống: Những kẻ khủng bố và những kẻ chứa chấp chúng.
Sau cuộc bầu cử tổng thống năm 2016, Schumer cho rằng Đảng Dân chủ thua do không có "một thông điệp kinh tế mạnh mẽ, táo bạo" và kêu gọi Đảng Dân chủ thúc đẩy cải cách về khả năng chi trả của luật thương mại và đại học.

## Lãnh đạo Đa số Thượng viện
Cuộc họp kín của đảng Dân chủ tại Thượng viện đã bầu ra lãnh đạo phe thiểu số Schumer vào tháng 11/2016. Schumer từng được nhiều người kỳ vọng sẽ lãnh đạo đảng Dân chủ Thượng viện sau tuyên bố nghỉ hưu năm 2015 của người tiền nhiệm Harry Reid. Ông là người New York đầu tiên, cũng như người Do Thái đầu tiên, giữ chức vụ lãnh đạo Thượng viện. Vào ngày 20 tháng 1 năm 2021, đảng Dân chủ đã giành được đa số tại Thượng viện Hoa Kỳ với sự tuyên thệ của các thượng nghị sĩ Georgia mới đắc cử Jon Ossoff và Raphael Warnock, đưa Schumer trở thành lãnh đạo đa số, thay thế lãnh đạo Cộng hòa Mitch McConnell của Kentucky.

## Thư viện

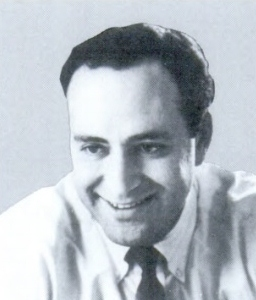
Chân dung chính thức của Schumer với tư cách là Dân biểu Hoa Kỳ năm 1987.
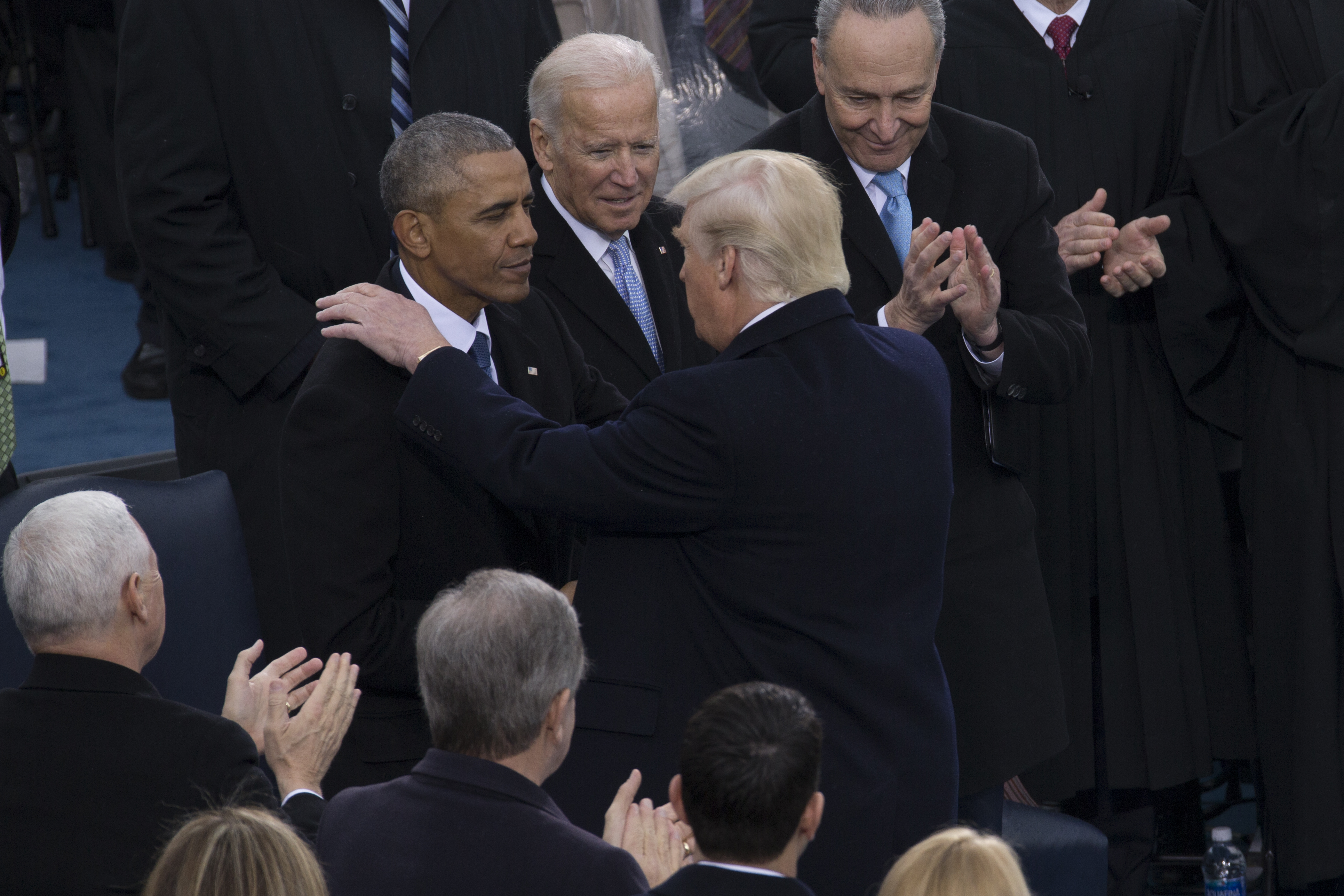
Lãnh đạo Thiểu số Thượng viện Schumer tham dự Lễ nhậm chức của Donald Trump, ngày 20 tháng 1 năm 2017.
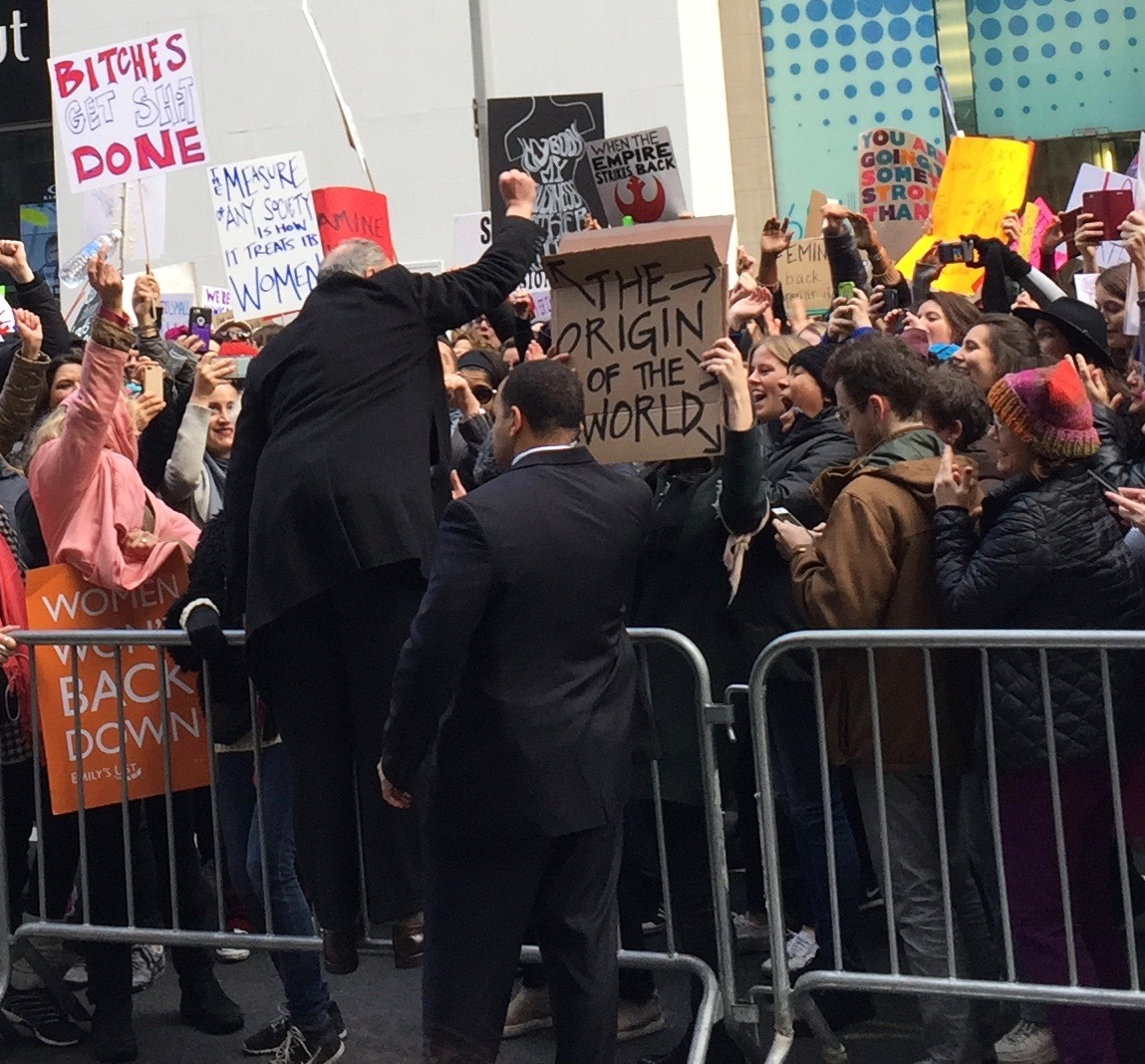
Schumer tham dự một cuộc tuần hành chống Trump ở Thành phố New York, ngày 21 tháng 1 năm 2017.
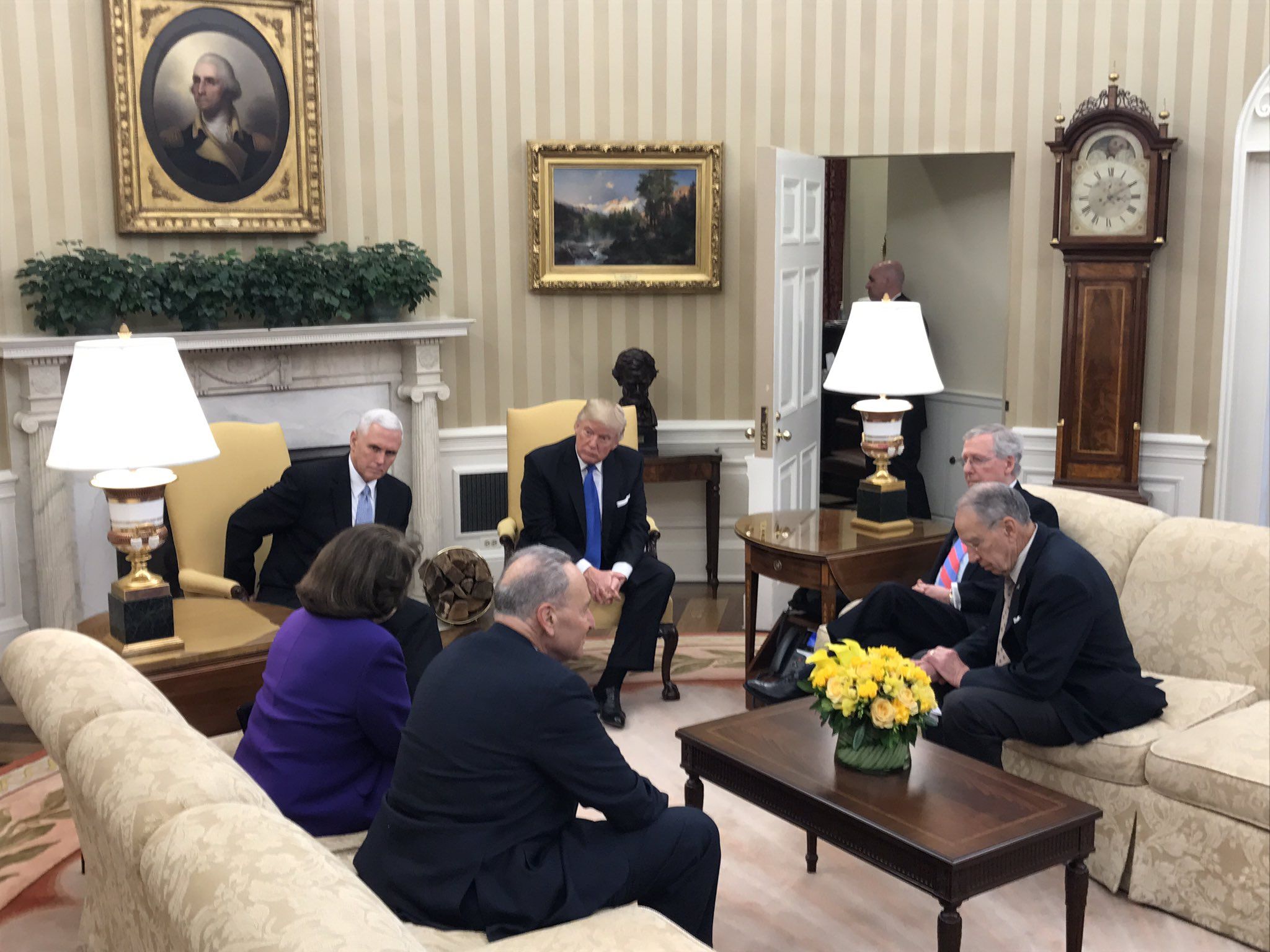
Schumer cùng một số Lãnh đạo Quốc hội tham dự cuộc họp với Donald Trump và Mike Pence tại Phòng Bầu dục, ngày 24 tháng 1 năm 2017.
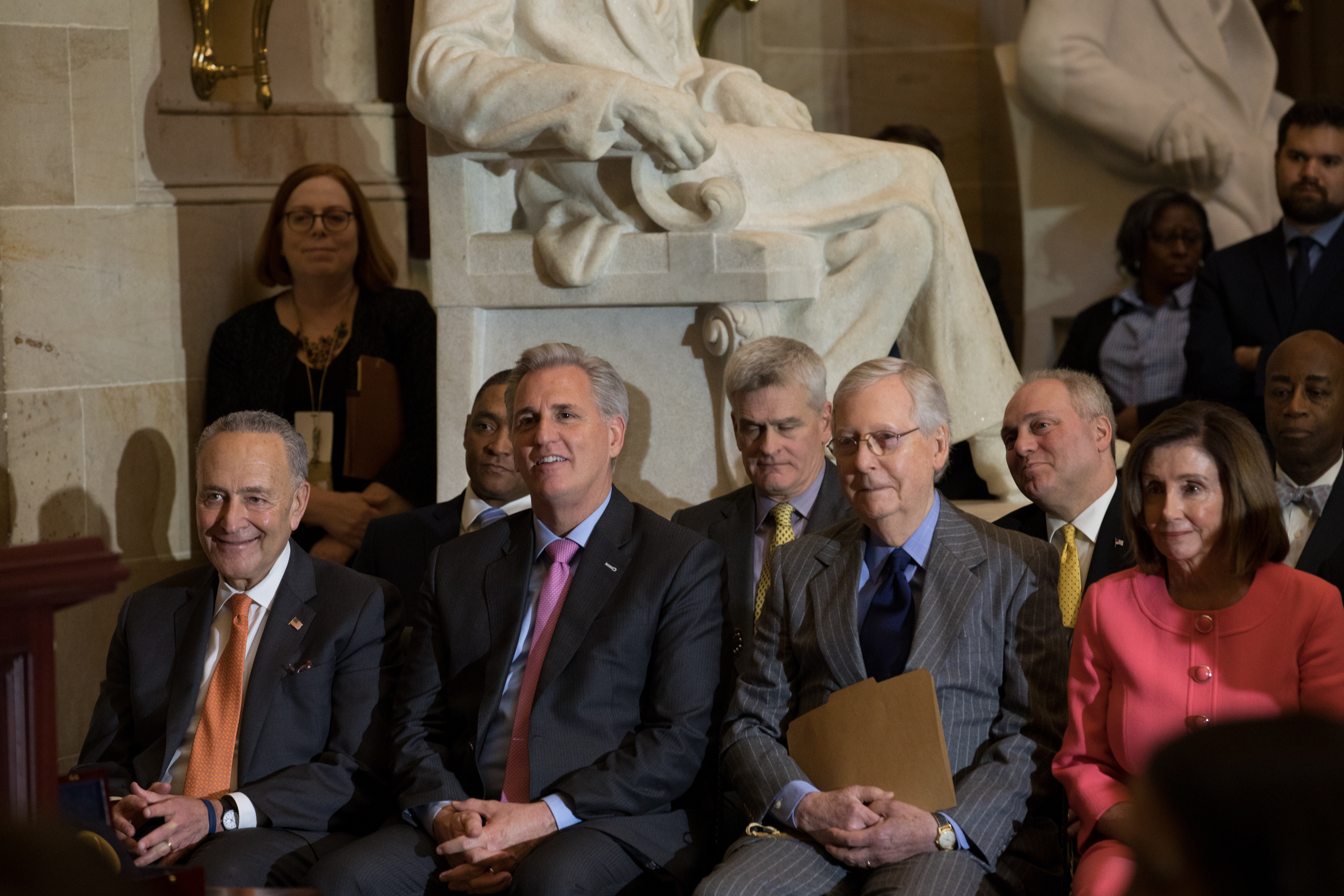
Từ trái qua: Lãnh đạo Thiểu số Thượng viện Chuck Schumer, Lãnh đạo Thiểu số Hạ viện Kevin McCarthy, Lãnh đạo Đa số Thượng viện Mitch McConnell và Chủ tịch Hạ viện Nancy Pelosi.